# Schafberg (Salzkammergut)
Schafberg este un munte cu altitudinea de 1.782 m deasupra n.m. El este situat în regiunea geografică Salzkammergut la marginea de nord a munților Alpi în zona localităților Bad Ischl, Vöcklabruck și Hallstadt din Austria Superioară. În localitatea Sankt Wolfgang există o cale ferată cu cremalieră, cu o lungime de 5,85 km, care urcă de la 1.365 m până la altitudinea de 1.730 m deasupra n.m. Călătoria durează 45 minute, timp în care trenulețul realizează o diferență de nivel de 1188 m. Calea ferată a fost construită între anii 1892 - 1893, trenul circulă din luna mai până în octombrie.

## Imagini

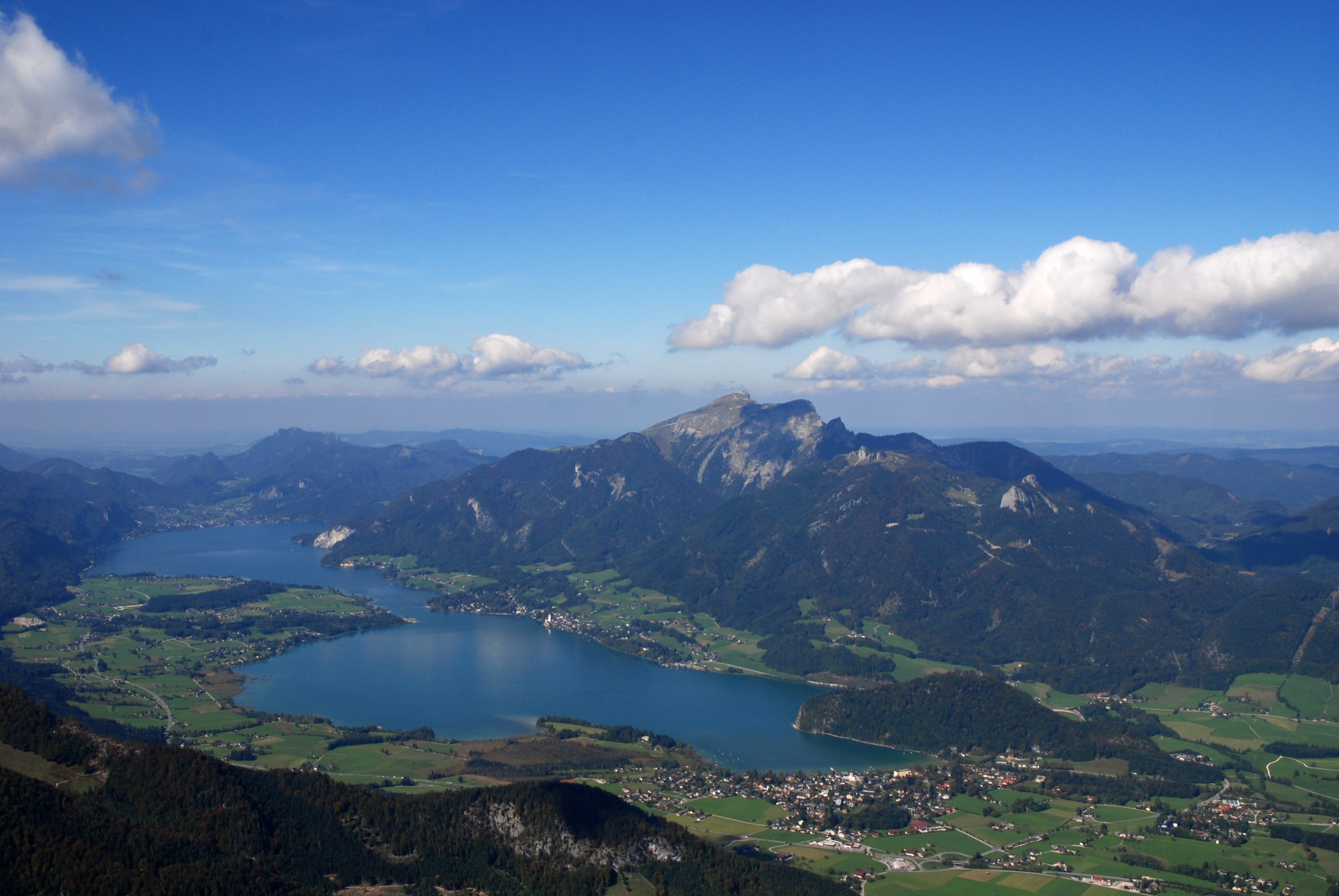
Lacul Wolfgang
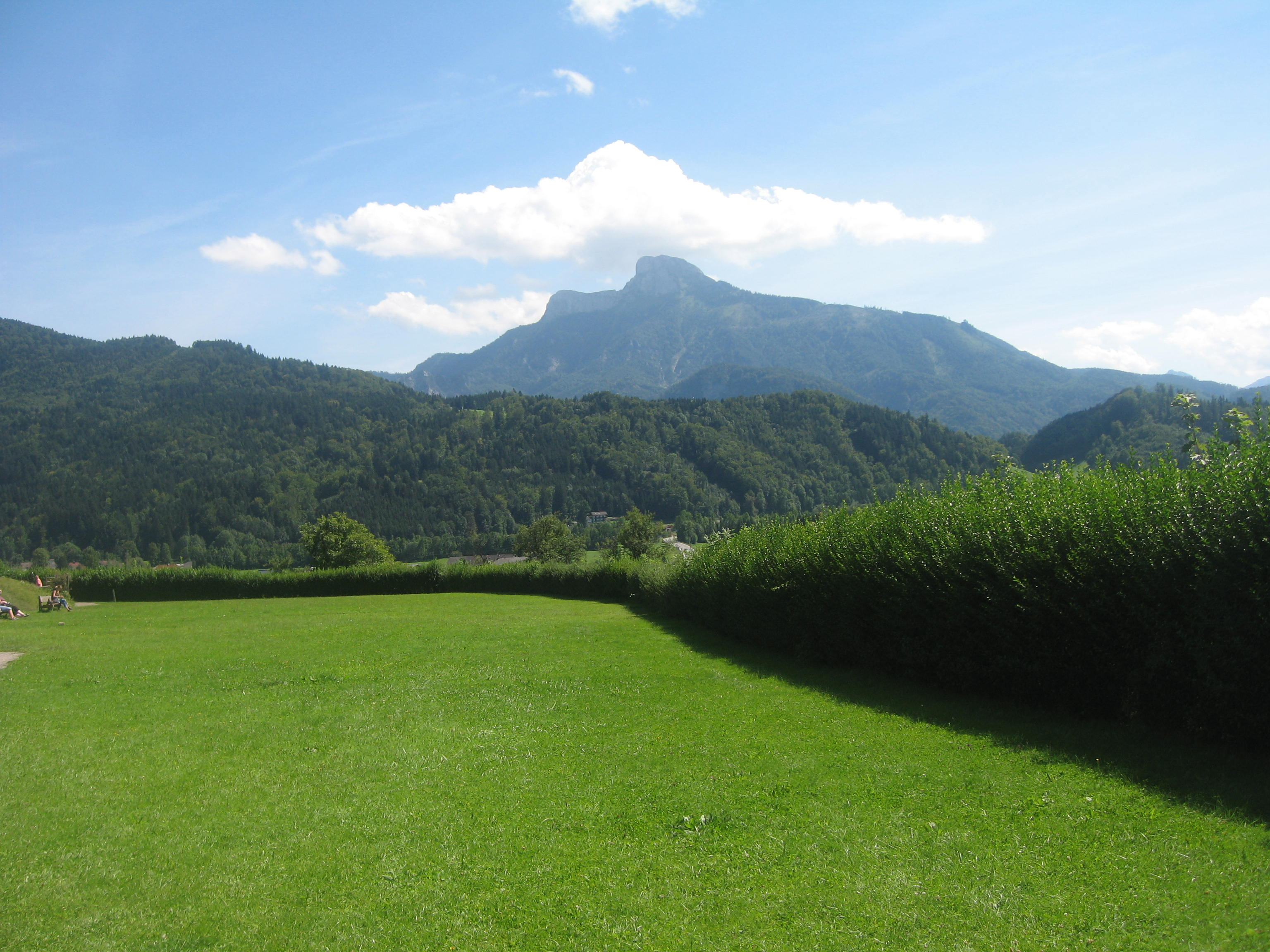
Muntele Schafberg
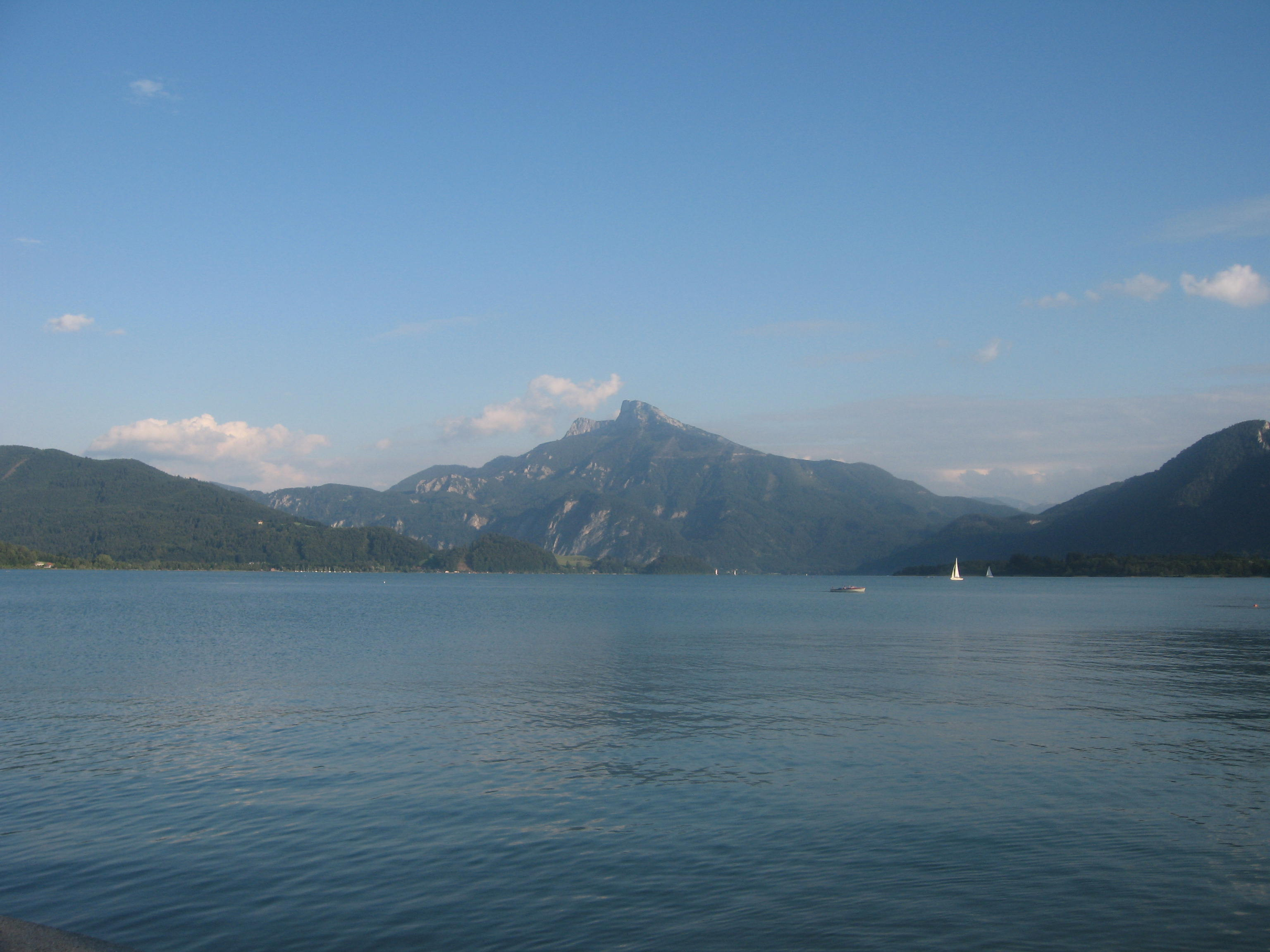
Lacul Mondsee cu muntele Schafberg în fundal
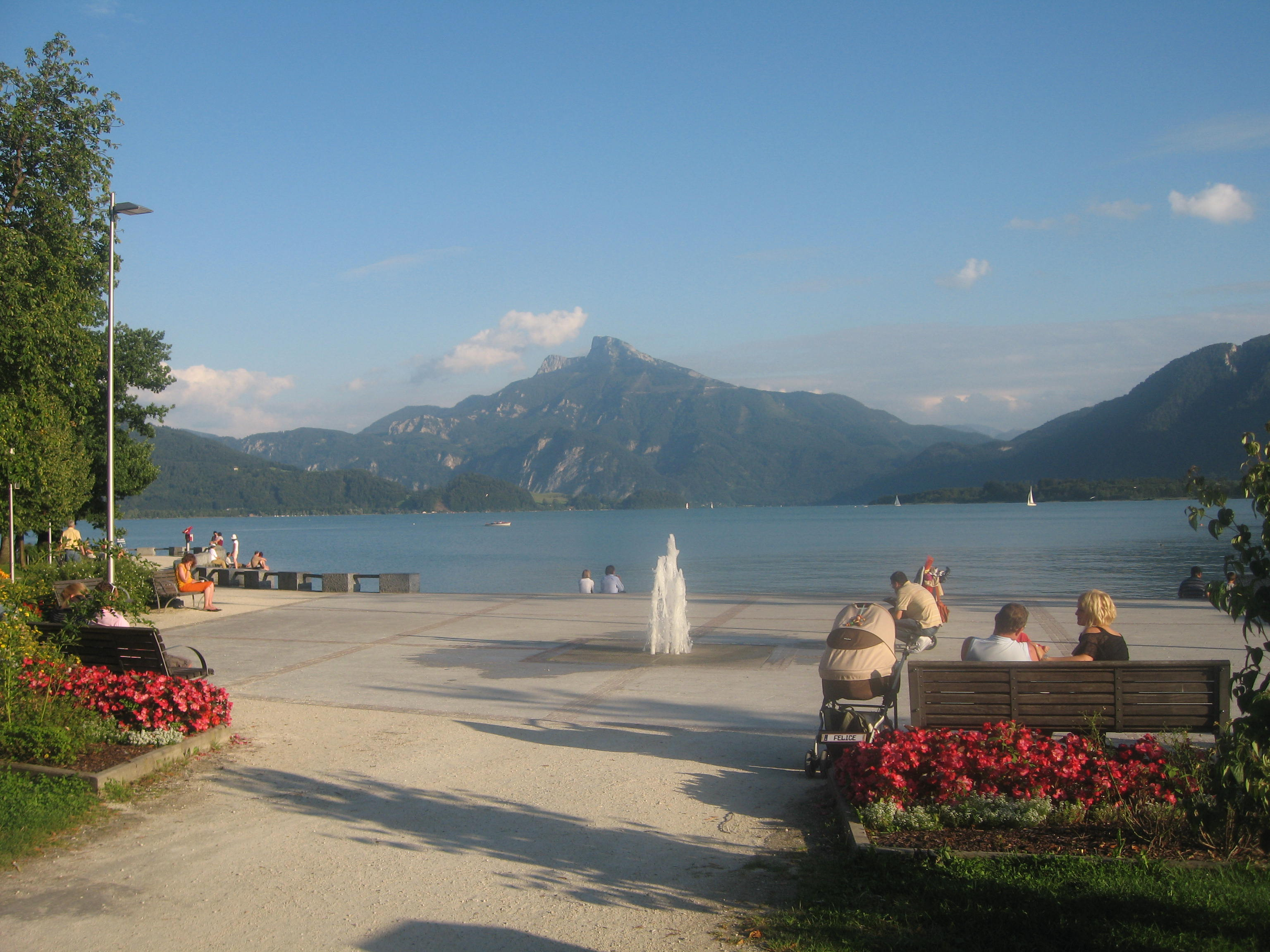
Promenada din Mondsee cu muntele Schafberg în fundal
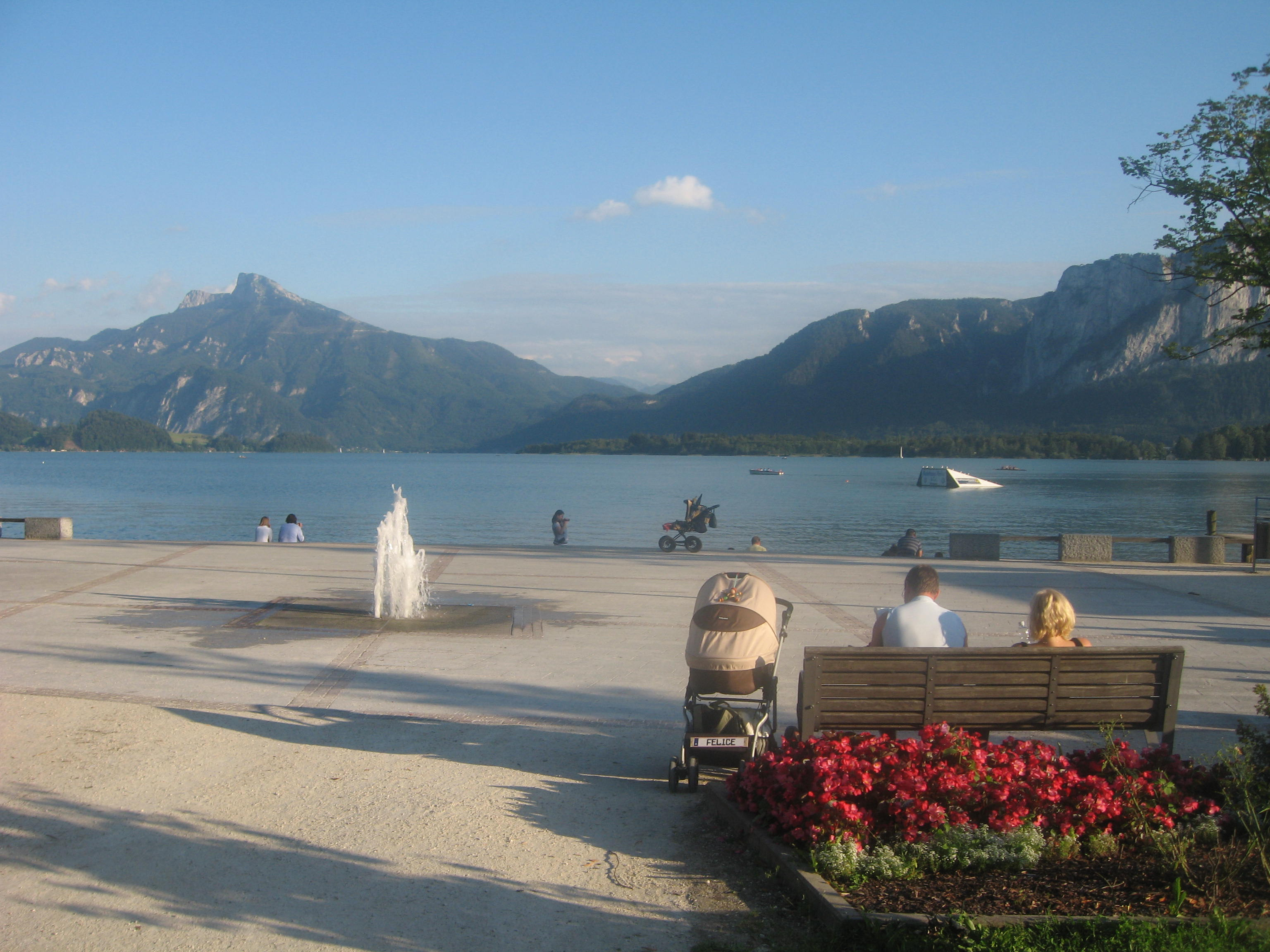
Promenada din Mondsee cu munţii Schafberg (în stânga) şi Drachenwand (în dreapta) în fundal
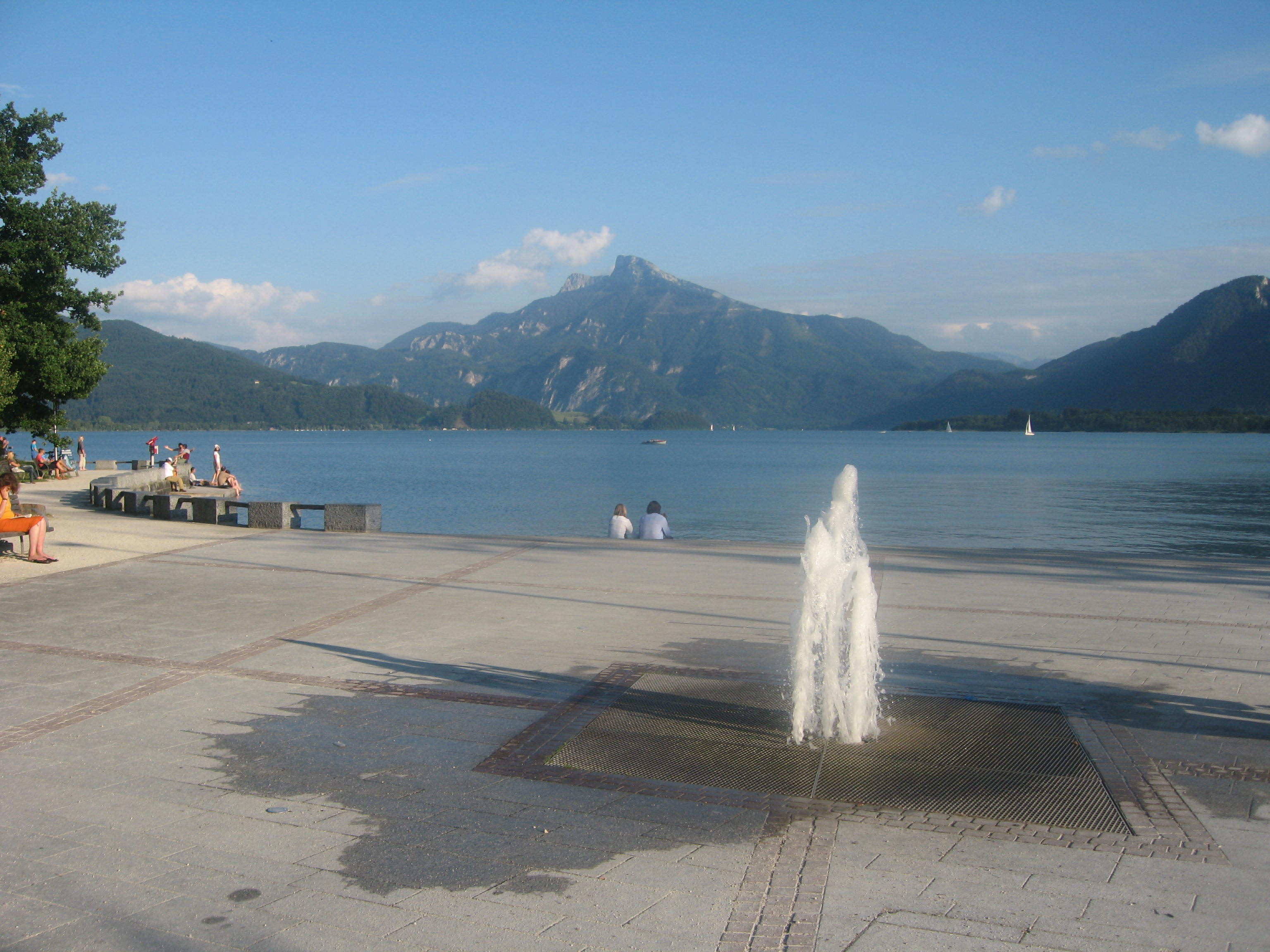
Promenada din Mondsee cu muntele Schafberg în fundal